# Gottlieb Weber
Gottlieb Weber (Uster, 26 de juliol de 1910 - Wetzikon, 4 de novembre de 1996) va ser un ciclista suís que fou professional entre 1937 i 1941. Com amateur va guanyar una medalla al Campionat del món en ruta de 1936, per darrere del seu compatriota Edgar Buchwalder.
Va participar en dues proves dels Jocs Olímpics de Berlín i malgrat que l'equip suís quedà segon a la prova de ruta per equips, ell es quedà sense premi, ja que sols els tres primers classificats de cada país tenien dret a medalla.

## Palmarès

### Resultats al Tour de França
- 1937. Abandona (9a etapa)